# Fußball-Schleswig-Holstein-Liga 2016/17
Die Saison 2016/17 der Schleswig-Holstein-Liga war die 70. Spielzeit der Fußball-Schleswig-Holstein-Liga und die 23. als fünfthöchste Spielklasse in Deutschland. Aufgrund einer Ligareform zur Saison 2017/18 wird es zwei zusätzliche Absteiger am Saisonende geben.

## Teilnehmer
Für die Spielzeit 2016/17 haben sich folgende Vereine sportlich qualifiziert:
- Absteiger aus der Regionalliga Nord 2015/16:
  - TSV Schilksee
- die verbleibenden Mannschaften aus der Schleswig-Holstein-Liga 2015/16:
  - Eutin 08
  - Holstein Kiel II
  - TSB Flensburg
  - SV Todesfelde
  - Heider SV
  - Flensburg 08
  - TSV Kropp
  - TSV Altenholz
  - VfR Neumünster
  - PSV Union Neumünster
  - Oldenburger SV
  - FC Kilia Kiel
  - TuS Hartenholm
- die Meister aus den vier Staffeln der Verbandsliga Schleswig-Holstein 2015/16:
  - Nord-West: SV Frisia 03 Risum-Lindholm
  - Nord-Ost: TSG Concordia Schönkirchen
  - Süd-West: TSV Lägerdorf
  - Süd-Ost: NTSV Strand 08

Der Kreis Ostholstein und die kreisfreie Stadt Kiel stellen jeweils drei Vereine, die Städte Flensburg, Neumünster sowie der Kreis Segeberg sind mit zwei Vereinen in der höchsten Landesspielklasse vertreten.

## Auf- und Abstiegsregelung
Aufstieg in die Regionalliga Nord
Für den Aufstieg in die Regionalliga Nord ist der Meister für die Teilnahme an den  Relegationsspielen um den Aufstieg in die Regionalliga Nord sportlich qualifiziert.
Abstieg aus der Schleswig-Holstein-Liga
Die Liga wird zur kommenden Saison auf 16 Mannschaften schrumpfen. Daher können bis zu neun Mannschaften auf den Plätzen von 10 bis 13 sowie sicher auf den Plätzen 14 bis 18 absteigen.
| Schema Anzahl Absteiger                        | Schema Anzahl Absteiger | Schema Anzahl Absteiger | Schema Anzahl Absteiger | Schema Anzahl Absteiger | Schema Anzahl Absteiger | Schema Anzahl Absteiger | Schema Anzahl Absteiger | Schema Anzahl Absteiger |
| ---------------------------------------------- | ----------------------- | ----------------------- | ----------------------- | ----------------------- | ----------------------- | ----------------------- | ----------------------- | ----------------------- |
| Teilnehmer Schleswig-Holstein-Liga 2016/17     | 18                      | 18                      | 18                      | 18                      | 18                      | 18                      | 18                      | 18                      |
| - Aufsteiger in die Regionalliga Nord          | 0                       | 0                       | 0                       | 0                       | 1                       | 1                       | 1                       | 1                       |
| + Absteiger aus der Regionalliga Nord          | 0                       | 1                       | 2                       | 3                       | 0                       | 1                       | 2                       | 3                       |
| + Aufsteiger aus den Verbandsligen             | 4                       | 4                       | 4                       | 4                       | 4                       | 4                       | 4                       | 4                       |
| - Absteiger in neue zweigeteilte Landesliga    | 6                       | 7                       | 8                       | 9                       | 5                       | 6                       | 7                       | 8                       |
| Teilnehmer Oberliga Schleswig-Holstein 2017/18 | 16                      | 16                      | 16                      | 16                      | 16                      | 16                      | 16                      | 16                      |

## Tabelle
| Pl. | Verein                          | Sp. | S  | U | N  | Tore    | Diff. | Punkte |
| --- | ------------------------------- | --- | -- | - | -- | ------- | ----- | ------ |
| 1.  | Eutin 08                        | 34  | 29 | 4 | 1  | 100:230 | +77   | 91     |
| 2.  | Holstein Kiel II                | 34  | 21 | 7 | 6  | 073:340 | +39   | 70     |
| 3.  | VfR Neumünster                  | 34  | 21 | 4 | 9  | 076:410 | +35   | 67     |
| 4.  | TSB Flensburg                   | 34  | 18 | 8 | 8  | 085:480 | +37   | 62     |
| 5.  | Flensburg 08 1                  | 34  | 18 | 8 | 8  | 079:470 | +32   | 62     |
| 6.  | NTSV Strand 08 (N)              | 34  | 19 | 4 | 11 | 074:500 | +24   | 61     |
| 7.  | Heider SV                       | 34  | 17 | 7 | 10 | 071:470 | +24   | 58     |
| 8.  | TSV Schilksee (A)               | 34  | 17 | 6 | 11 | 075:450 | +30   | 57     |
| 9.  | SV Todesfelde                   | 34  | 15 | 7 | 12 | 072:570 | +15   | 52     |
| 10. | TSV Lägerdorf (N)               | 34  | 14 | 5 | 15 | 059:630 | −4    | 47     |
| 11. | SV Frisia 03 Risum-Lindholm (N) | 34  | 12 | 7 | 15 | 054:680 | −14   | 43     |
| 12. | PSV Union Neumünster            | 34  | 11 | 8 | 15 | 054:650 | −11   | 41     |
| 13. | TuS Hartenholm                  | 34  | 9  | 8 | 17 | 052:730 | −21   | 35     |
| 14. | TSV Kropp                       | 34  | 9  | 5 | 20 | 053:750 | −22   | 32     |
| 15. | Oldenburger SV 2                | 34  | 9  | 4 | 21 | 052:950 | −43   | 28     |
| 16. | TSV Altenholz                   | 34  | 9  | 1 | 24 | 037:890 | −52   | 28     |
| 17. | TSG Concordia Schönkirchen (N)  | 34  | 5  | 4 | 25 | 046:115 | −69   | 19     |
| 18. | FC Kilia Kiel                   | 34  | 4  | 1 | 29 | 032:109 | −77   | 13     |

| (A) | Absteiger aus der Regionalliga Nord 2015/16 |
| (N) | Aufsteiger aus den Verbandsligen 2015/16    |

## Kreuztabelle
Die Kreuztabelle stellt die Ergebnisse aller Spiele dieser Saison dar. Die Heimmannschaft ist in der linken Spalte, die Gastmannschaft in der oberen Zeile aufgelistet.
| 2016/17                     | TSV Schilksee | Eutin 08 | Holstein Kiel II | TSB Flensburg | SV Todesfelde | Heider SV | Flensburg 08 | TSV Kropp | TSV Altenholz | VfR Neumünster | PSV Union Neumünster | Oldenburger SV | FC Kilia Kiel | TuS Hartenholm |     | TSG Concordia Schönkirchen | TSV Lägerdorf | NTSV Strand 08 |
| --------------------------- | ------------- | -------- | ---------------- | ------------- | ------------- | --------- | ------------ | --------- | ------------- | -------------- | -------------------- | -------------- | ------------- | -------------- | --- | -------------------------- | ------------- | -------------- |
| TSV Schilksee               |               | 1:2      | 1:2              | 1:1           | 0:0           | 2:1       | 1:0          | 4:1       | 6:1           | 2:3            | 3:0                  | 3:5            | 3:0           | 2:0            | 3:0 | 2:2                        | 5:0           | 3:1            |
| Eutin 08                    | 4:1           |          | 1:0              | 2:0           | 2:0           | 2:2       | 4:2          | 4:0       | 1:1           | 2:0            | 1:0                  | 5:0            | 2:1           | 3:2            | 7:1 | 5:1                        | 6:2           | 4:1            |
| Holstein Kiel II            | 2:1           | 1:2      |                  | 3:0           | 0:0           | 4:1       | 1:1          | 3:3       | 5:0           | 3:0            | 0:0                  | 3:1            | 4:3           | 0:0            | 2:1 | 4:1                        | 3:0           | 3:0            |
| TSB Flensburg               | 3:1           | 0:1      | 1:3              |               | 2:2           | 2:2       | 5:2          | 6:2       | 3:0           | 1:2            | 3:0                  | 6:1            | 3:0           | 4:4            | 3:0 | 4:0                        | 4:3           | 1:2            |
| SV Todesfelde               | 1:2           | 2:1      | 1:2              | 0:1           |               | 1:2       | 2:0          | 5:1       | 2:0           | 1:1            | 3:0                  | 3:0            | 8:2           | 1:3            | 1:1 | 2:3                        | 3:2           | 1:4            |
| Heider SV                   | 1:0           | 1:2      | 3:1              | 5:1           | 3:1           |           | 1:1          | 0:1       | 0:1           | 4:1            | 2:1                  | 2:0            | 3:1           | 1:1            | 2:2 | 7:0                        | 2:1           | 0:2            |
| Flensburg 08                | 2:2           | 0:3      | 3:3              | 1:1           | 3:1           | 3:2       |              | 6:1       | 4:1           | 4:2            | 4:1                  | 0:0            | 4:2           | 1:5            | 0:0 | 5:0                        | 3:0           | 2:0            |
| TSV Kropp                   | 3:1           | 0:1      | 0:1              | 0:0           | 1:3           | 1:2       | 3:1          |           | 1:2           | 1:3            | 4:0                  | 0:4            | 3:1           | 0:0            | 1:1 | 8:1                        | 2:2           | 0:2            |
| TSV Altenholz               | 0:3           | 0:2      | 0:2              | 2:5           | 1:4           | 2:0       | 0:6          | 2:0       |               | 1:2            | 2:1                  | 1:3            | 3:1           | 1:4            | 2:0 | 3:2                        | 0:4           | 1:4            |
| VfR Neumünster              | 3:0           | 0:0      | 2:1              | 1:3           | 4:0           | 3:1       | 2:2          | 1:0       | 4:1           |                | 2:4                  | 5:0            | 5:0           | 0:1            | 4:0 | 3:0                        | 2:0           | 1:0            |
| PSV Union Neumünster        | 1:1           | 0:0      | 2:0              | 0:0           | 6:3           | 1:3       | 1:4          | 2:1       | 2:0           | 0:3            |                      | 2:1            | 8:0           | 2:0            | 3:2 | 6:3                        | 1:3           | 1:6            |
| Oldenburger SV              | 0:4           | 0:4      | 0:4              | 2:5           | 2:2           | 0:2       | 1:2          | 7:2       | 2:1           | 2:7            | 2:2                  |                | 3:1           | 0:6            | 0:2 | 4:3                        | 0:2           | 1:1            |
| FC Kilia Kiel               | 0:2           | 0:9      | 0:2              | 1:0           | 0:5           | 0:5       | 0:1          | 1:6       | 3:0           | 0:3            | 1:2                  | 2:0            |               | 1:3            | 0:2 | 0:3                        | 1:2           | 0:3            |
| TuS Hartenholm              | 1:3           | 0:6      | 0:5              | 1:5           | 2:2           | 0:3       | 1:4          | 0:2       | 1:0           | 0:3            | 1:1                  | 4:2            | 3:3           |                | 2:4 | 4:1                        | 0:3           | 0:3            |
| SV Frisia 03 Risum-Lindholm | 2:2           | 0:2      | 4:0              | 2:2           | 2:3           | 0:2       | 0:3          | 2:0       | 2:1           | 2:1            | 2:1                  | 3:4            | 3:1           | 3:2            |     | 1:2                        | 2:2           | 3:0            |
| TSG Concordia Schönkirchen  | 0:5           | 1:3      | 1:3              | 2:5           | 2:4           | 2:2       | 0:3          | 0:4       | 4:3           | 0:1            | 3:3                  | 1:3            | 0:4           | 0:0            | 2:4 |                            | 0:2           | 1:2            |
| TSV Lägerdorf               | 3:2           | 0:3      | 0:2              | 0:2           | 0:2           | 1:1       | 1:0          | 5:1       | 1:3           | 3:0            | 0:0                  | 3:1            | 3:2           | 2:0            | 3:1 | 3:4                        |               | 2:4            |
| NTSV Strand 08              | 0:3           | 3:4      | 1:1              | 0:3           | 2:3           | 6:3       | 0:2          | 2:0       | 5:1           | 2:2            | 2:0                  | 2:1            | 3:0           | 2:1            | 5:0 | 3:1                        | 1:1           |                |